# Eternal Tears of Sorrow
«Eternal Tears of Sorrow» (англ. Вічні сльози смутку) — фінський англомовний гурт, що виконує музику в стилі симфонічного дез-металу.

## Історія гурту
Історія цього проєкту почалася в 1991 році в маленькому містечку на півночі Фінляндії під назвою Пудасьярві. Ярмо Пуолаканахо і Алтті Ветеляйнен вже знали, що деякі фінські гурти вийшли на міжнародний рівень, і вирішили довести, що вони нічим не гірші за них. Обидва взяли гітари в руки, Ярмо також співав, а замість ударника використовували комп'ютер. У 1992-му було записано перший демо у стилі пауер-треш, причому якість була не найкращою. Після ще однієї «сесійної» спроби хлопці прийшли до висновку, що треба створювати повноцінну команду, і запросили до себе в компанію Петрі Санкалу (ударні), Мікко Комулайнена (вокал) і Оллі-Пекка Торро (гітара).
Квінтет почав відпрацьовувати новий матеріал, але пожежа на репетиційній базі внесла сум'яття в ряди гурту, і Ярмо, Алтті й Оллі залишилися втрьох. У 1994-му вони записали ще одну демку, причому випустили її вже під маркою Eternal Tears of Sorrow. В цьому релізі музиканти вже значно відхилились у бік дезу.
Наприкінці 1994-го гурт прорвався в знамениту студію «Tico Tico» і записала там промо-плівку Bard's burial. Поки запис ходив по різних куточках світу, всі члени Eternal Tears of Sorrow встигли відслужити в армії. Коли хлопці зняли військову форму, їм одразу ж надійшла пропозиція від шведського лейбла «X-Treme records», і в березні 1996-го контракт був підписаний. Перший альбом — Sinner's Serenade — музиканти записали дуже швидко, а от виходу його у світ довелося чекати понад рік. Щоб якось полегшити очікування, EToS запросили сесійників і влітку 1997-го відіграли свій перший концерт.
Потім Eternal Tears of Sorrow за два тижні записали другий альбом — Vilda Mánnu, — але зв'язуватися зі шведами більше не стали, а випустили його на фінському «Spinefarm records». На початку 1999-го відбувся перший невеликий тур, протягом якого гурт їздив по південному сході Фінляндії в компанії з Barathrum. По закінченні гастролей Оллі заявив, що він хоче вчитися і не братиме участі в проєкті. Це підштовхнуло Ярмо і Алтті до набору повноцінного складу, і незабаром кадрове питання було вирішене.
Обов'язки розподілилися так: Алтті (бас, вокал), Ярмо (гітара), Антті Талала (гітара), Пасі Хітула (клавішні) і Петрі Санкала (ударні). Ґрунтовно оновлена команда витратила весну і літо на підготовку матеріалу, а до кінця року вирушила в улюблену «Tico Tico». Chaotic beauty з'явився у продажу на початку 2000 року, й одразу ж отримав схвальні відгуки в усьому світі. Закордонні компанії кинулися навперебій ліцензувати диск, а самі Eternal Tears of Sorrow подалися в європейське турне разом з Nightwish і Sinergy.
По закінченні гастролей на місці Талала опинився інший Антті — Кокко, що грав до цього в Kalmah. Наприкінці 2000-го колектив записав декілька нових пісень, а створювати новий альбом розпочав на початку наступного року. Успіх супроводжував EToS, і A virgin and a whore посів 39-е місце у фінських чартах. На цьому етапі колектив вирішив зробити паузу у своїй діяльності, а на початку 2003-го Eternal Tears of Sorrow взагалі оголосили про свій розпуск, аргументуючи це тим, що в учасників з'явилось бажання спробувати попрацювати над чимось зовсім іншим або взагалі покинути музичний бізнес.
У лютому 2005 гурт заявив, що збирається повернутись. Протягом року вони працювали над записом нового альбому, й у квітні 2006 вийшов Before the Bleeding Sun.
Після небувалого досі успіху гурт з наймелодійнішим та найсильнішим на той момент альбомом гурт взявся за створення нового альбому. Та тут її очікували проблеми зі складом. Першим з попереднього складу EToS пішов барабанщик Петрі Санкала через погіршення здоров'я. Це сталось якраз в розпалі туру, і на його місце прийшов Юха Рааппана, який досить швидко перейняв концепцію гри і звучання нового альбому. Скоро гурт покинув гітарист Рісто Руут, на зміну йому прийшов молодий, але талановитий гітарист Мікі Ламмассаарі.
У травні 2009 вийшов альбом Children of the Dark Waters, який був дуже високо оцінений критиками і фанами. Еволюціонувавши від атмосферності Before the Bleeding Sun до симфонізму, звук став ще насиченішим і важчим, зберігши при цьому дез-металічну основу.
За словами музикантів, Children of the Dark Waters є концептуальним альбомом — продовжує тему, розпочату в пісні Angelheart, Ravenheart з попереднього Before the Bleeding Sun.
У лютому 2013 року вийшов сьомий альбом гурту — Saivon Lapsi.

## Склад

### Поточний склад
- Аллті Ветеляйнен (фін. Altti Veteläinen) — гроулінг, бас-гітара (з 1994)
- Ярмо Кюльмянен (фін. Jarmo Kylmänen) — чистий вокал (з 2008)
- Міка Ламмассаарі (фін. Mika Lammassaari) — соло гітара (з 2009)
- Ярмо Пуолаканахо (фін. Jarmo Puolakanaho) — ритм гітара (з 1994)
- Янне Тольса (фін. Janne Tolsa) — клавішні (з 2005)
- Юхо Рааппана (фін. Juho Raappana) — ударні (з 2008)

### Колишні учасники
- Оллі-Пекка Терре (фін. Olli-Pekka Törrö) — гітара (1994—1999)
- Пасі Хілтула (фін. Pasi Hiltula) — клавішні (1999—2003)
- Антті-Матті Талала (фін. Antti-Matti Talala) — гітара (1999—2000)
- Антті Кокко (фін. Antti Kokko) — гітара (2001—2003)
- Петрі Санкала (фін. Petri Sankala) — ударні (1999—2008)
- Рісто Руутх (фін. Risto Ruuth) — гітара (2005—2009)

## Дискографія

### Демо
- The Seven Goddesses of Frost (1994)
- Bard's Burial (1994)

### Альбоми
- Sinner's Serenade (X-Treme 1997)
- Vilda Mánnu (Spinefarm 1998)
- Chaotic Beauty (Spinefarm 2000)
- A Virgin and a Whore (Spinefarm 2001)
- Before the Bleeding Sun (Spinefarm 2006)
- Children of the Dark Waters (Suomen Musiikki 2009)
- Saivon Lapsi (Suomen Musiikki 2013)

### Сингли
- The Last One for Life (Spinefarm 2001)
- Tears of Autumn Rain (Suomen Musiikki 2009)
- Dark Alliance (Massacre 2013)

### Відеокліпи
- Swan Saivo (2013)